# Prychia gracilis
Espèce
Prychia gracilis est une espèce d'araignées aranéomorphes de la famille des Sparassidae.

## Distribution
Cette espèce se rencontre de Nouvelle-Guinée aux Fidji et en Polynésie.

## Publication originale
- L. Koch, 1875 : Die Arachniden Australiens. Nürnberg, vol. 1, p. 577-740 (texte intégral).